# Ḵ
Cette page contient des caractères spéciaux ou non latins. S’ils s’affichent mal (▯, ?, etc.), consultez la page d’aide Unicode.
Ḵ (minuscule : ḵ), appelé K macron souscrit, est un graphème utilisé dans l’écriture du atsam, du haïda, du kwak’wala, du  nisgha, du nobonob, du saanich, du sechelt, du squamish, du tlingit (orthographe dʼAlaska), de l’uduk, et dans plusieurs romanisations ou la transcription des langues sémitiques. Il s’agit de la lettre K diacritée d’un macron souscrit.  Il n’est pas à confondre avec le K trait souscrit ‹ K̲, k̲ ›.

## Représentations informatiques
Le K macron souscrit peut être représenté avec les caractères Unicode suivants :
- précomposé (latin étendu additionnel) :

| formes    | représentations | chaînes de caractères | points de code | descriptions                              |
| --------- | --------------- | --------------------- | -------------- | ----------------------------------------- |
| majuscule | Ḵ               | Ḵ                     | U+1E34         | lettre majuscule latine k ligne souscrite |
| minuscule | ḵ               | ḵ                     | U+1E35         | lettre minuscule latine k ligne souscrite |

- décomposé (latin de base, diacritiques) :

| formes    | représentations | chaînes de caractères | points de code | descriptions                                          |
| --------- | --------------- | --------------------- | -------------- | ----------------------------------------------------- |
| majuscule | Ḵ               | K◌̱                    | U+004B U+0331  | lettre majuscule latine k diacritique macron souscrit |
| minuscule | ḵ               | k◌̱                    | U+006B U+0331  | lettre minuscule latine k diacritique macron souscrit |